# Federació Agro-Social de Navarra
La Federació Agro-Social de Navarra (FASN) des de 1922 amb anterioritat, anomenada Federació Catòlico-Social de Navarra (creada el 1910) va ser l'associació on es van agrupar les obres catòlic-socials de Navarra. De caràcter conservador i enfrontat al socialisme, fou el suport més ferm dels interessos i ideals dels terratinents fins a 1935.

## Cooperativisme agrícola catòlic
Es va iniciar el 1904 i estava inspirat en les doctrines de la Rerum novarum de Lleó XIII de 1891. Va Ser promogut pel sociòleg jesuïta Antonio Viecent i els seus deixebles navarresos Victoriano Flamarique, rector d'Olite i Antonio Yoldi, també sacerdot d'Estella i professor de sociologia. Aquests van ser fundant les Caixes Rurals amb la intenció d'atendre als més desposseïts amb participació majoritària inicial de camperols i jornalers. Aquests propòsits es van modificar quan la jerarquia diocesana i la burgesia terratenent van assumir el seu control. A partir de llavors li van donar un marcat signe proteccionista, conservador i antisocialista.
El bisbe López de Mendoza va crear el Consell Diocesà de les Corporacions Catòlic-Obreres de Navarra que ell mateix presidia i entre els membres de la qual estava l'enginyer Serapio Huici i els terratinents Manuel Izu i José Sánchez Marco, Diputats a Corts. Al mateix temps es van anar creant els Sindicats Catòlics que agrupava als seus associats d'aquestes caixes, que evolucionarien a la Federació Catòlico-Social de Navarra.

## Activitat
Partidària del dret a la propietat privat i amb la pretensió que els camperols es convertissin en propietaris mitjançant la compra de finques. En pocs casos es va assolir l'adquisició de terres pels camperols. A través de les Caixes es van assolir importants activitats en favor dels pagesos. A més de promoure l'estalvi, fer préstecs, procurar abonaments i simientes. Va organitzar diversos serveis com Cooperatives de Graners, de cellers i de consum; Cercles Catòlics i segurs contra pedra i contra accidents de treball i la Federació de Sindicats de Treballadors del Camp. En 1935 constituïen la FASN 13.242 socis en cent cinquanta entitats (106 caixes rurals, 21 Sindicats Agrícoles, 13 Graners Cooperatius, 3 Cellers Cooperatives i 2 Cooperatives de consum).

## Alguns presidents
- 1910-1912, vescomte de Valderro.
- 1924-1929, Javier Martínez de Morentín.
- 1929-1931, Justo Garrán Moso.
- 1931-1933, Esteban Ezcurra.